# Georg Dubislav Ludwig von Pirch
Georg Ludwig von Dubislav Pirch (Magdeburgo, 13 de dezembro de 1763 - Berlim, 3 de abril de 1838) foi um tenente-general prussiano de participação destacada no combate às forças de Napoleão durante o Governo dos Cem Dias. Participou ativamente da Batalha de Waterloo.